# Metacrinia nichollsi
Metacrinia nichollsi es una especie de anfibio anuro de la familia Myobatrachidae y única representante del género Metacrinia.

## Distribución geográfica y hábitat
Es endémica del sudoeste de Australia Occidental. Su rango altitudinal oscila entre 0 y 800 m s. n. m..

## Estado de conservación
Se encuentra amenazada por la pérdida de su hábitat natural.